# Banka
Banka là một thành phố và khu đô thị của quận Banka thuộc bang Bihar, Ấn Độ.

## Địa lý
Banka có vị trí 24°53′B 86°55′Đ / 24,88°B 86,92°Đ Nó có độ cao trung bình là 79 mét (259 foot).

## Nhân khẩu
Theo điều tra dân số năm 2001 của Ấn Độ, Banka có dân số 35.416 người. Phái nam chiếm 54% tổng số dân và phái nữ chiếm 46%. Banka có tỷ lệ 55% biết đọc biết viết, thấp hơn tỷ lệ trung bình toàn quốc là 59,5%: tỷ lệ cho phái nam là 62%, và tỷ lệ cho phái nữ là 47%. Tại Banka, 16% dân số nhỏ hơn 6 tuổi.